# Chaetodipus eremicus
Chaetodipus eremicus är en däggdjursart som först beskrevs av Edgar Alexander Mearns 1898.  Chaetodipus eremicus ingår i släktet Chaetodipus och familjen påsmöss.
Inga underarter finns listade i Catalogue of Life. Wilson & Reeder (2005) skiljer mellan två underarter.
Chaetodipus eremicus blir 73 till 86 mm lång (huvud och bål), har en 85 till 102 mm lång svans och väger 12 till 19 g. I den gråbruna borstiga (inte taggig) pälsen på ryggen är mörkbruna hår inblandade. Pälsen blir ljusare fram till kroppens sidor och gränsen mot den vitaktiga undersidan kan vara en orange linje. Framför varje öra finns en liten vit fläck. Svansen har en brun ovansida, en vit undersida och en tofs vid spetsen. Pälsfärgen är allmänt mörkare än hos Chaetodipus penicillatus.
Denna gnagare förekommer i norra Mexiko samt i angränsande regioner av Texas och New Mexico. Habitatet utgörs av sandöknar och av buskskogar på sandmark.
Individerna gräver underjordiska bon. De parar sig under våren eller sommaren efter regnfall. Honor är tre till fyra veckor dräktiga och föder två till fyra ungar per kull. Cirka tre veckor efter födelsen slutar honan med digivning. Ungar som föds på tidiga våren kan fortplanta sig under sensommaren. Chaetodipus eremicus äter frön, insektslarver och gröna växtdelar.
För beståndet är inga hot kända. Chaetodipus eremicus är inte sällsynt. IUCN kategoriserar arten globalt som livskraftig.